# Mário César
Mário César (nacido el 11 de septiembre de 1968) es un exfutbolista brasileño que se desempeñaba como centrocampista.

## Trayectoria

### Clubes
| Club             | País  | Año  |
| ---------------- | ----- | ---- |
| Yokohama Marinos | Japón | 1992 |

## Palmarés

### Títulos nacionales
| Título             | Club             | País  | Año  |
| ------------------ | ---------------- | ----- | ---- |
| Copa del Emperador | Yokohama Marinos | Japón | 1992 |